# Na sygnale (brytyjski serial telewizyjny)
Na sygnale / Gra o życie / Pogotowie (ang. Casualty) – brytyjski serial telewizyjny, emitowany od 6 sierpnia 1986 na antenie BBC One.
Serial jest najdłużej na świecie emitowanym telewizyjnym dramatem medycznym. Akcja serialu koncentruje się wokół pracy izby przyjęć w fikcyjnym mieście Holby (w rzeczywistości angielski Bristol).
W Polsce można go było oglądać na BBC Prime, choć stacja ta ogłosiła zamiar usunięcia z ramówki większości obyczajowych tasiemców, czego przejawem miała być m.in. rezygnacja z emisji tego serialu. Od 5 marca 2012 serial emitowany jest na TV Puls pod tytułem „Gra o życie”, lecz emisję serialu rozpoczęto od odcinka 587 (pierwszego odcinka 22. serii). Za produkcję wersji polskiej odpowiada Studio Publishing na zlecenie TV Puls, za tłumaczenie scenariusza Katarzyna Michalska, zaś lektorem jest Marek Lelek.
Od 1999 produkowany jest siostrzany serial Szpital Holby City, opowiadający o losach personelu innych oddziałów tego samego szpitala, natomiast od 2007 roku serial kryminalny Komisariat Holby, także powiązany z Casualty.

## Obsada
- Derek Thompson – jako Charlie Fairhead
- Tony Marshall – jako Noel Garcia
- Suzanne Packer – jako Tess Bateman
- Ian Bleasdale – jako Josh Griffiths
- Jane Hazlegrove – jako Kathleen 'Dixie' Dixon
- William Beck – jako Dylan Keogh
- Charles Dale – jako Big Mac
- Catherine Shipton – jako Lisa Duffin
- Amanda Henderson – jako Robyn Miller
- Sunetra Sarker – jako Zoe Hanna
- Matt Bardock – jako Jeff Collier
- George Rainsford – jako Ethan Hardy
- Michael Stevenson – jako Iain Dean

W mniejszych rolach i epizodach wystąpili m.in.: Clive Mantle, Robert Pugh, Suzanna Hamilton, Tobias Menzies, Lucy Cohu, Michael Praed, Clare Calbraith, Orlando Bloom, Julian Glover, Susan Hampshire, Nigel Terry, Pete Postlethwaite, Parminder Nagra, Lysette Anthony, David Bamber, Susannah York, Rula Lenska, Alfred Molina, Marina Sirtis, Ray Winstone, Nicholas Hoult, Cathy Tyson, Mark Williams, Prunella Scales, Billy Boyd, Martin Freeman, Ben Chaplin, Anna Chancellor, Gina McKee, Jason Connery, Kim Hartman, Claire Bloom, Minnie Driver, Julia Sawalha, Richard Armitage, Peter Vaughan, Philip Jackson, Stephanie Beacham, Dominic Keating, Patsy Kensit, Siân Phillips, Bernice Stegers, Sue Perkins, Tim McInnerny, Kate Winslet, Kenny Doughty, Cush Jumbo oraz polscy aktorzy Dorota Zięciowska, Anna Wendzikowska i Radosław Kaim, a także muzyk (Spandau Ballet) i aktor Gary Kemp.